# Briefmarken-Jahrgang 2011 der Bundesrepublik Deutschland
Der Briefmarken-Jahrgang 2011 der Bundesrepublik Deutschland wurde am 5. Oktober 2009 vom zuständigen Bundesministerium der Finanzen (BMF) neu ausgeschrieben. Zwischen 1995 und 2010 war die Deutsche Post AG (DPAG) exklusive Lizenznehmerin für die amtlichen Briefmarken mit der Landesbezeichnung „Deutschland“. Dieser Lizenzvertrag zwischen BMF und der DPAG ist bis 2012 verlängert worden.

## Lizenz-Ausschreibungsverfahren
Die Ausschreibung erfolgte im Europäischen Amtsblatt unter der Bekanntmachungsnummer 2009/S 192-276214. Das Auswahlverfahren gliederte sich in zwei Phasen:
1. Unternehmen konnten sich um die Teilnahme am Wettbewerb bis zum 6. November 2009, 14:00 Uhr bewerben.
2. Die geeigneten Unternehmen werden gebeten, ein detailliertes Angebot einzureichen.

Der Gewinner des Verfahrens bekommt die exklusiven Rechte, bis zum 31. Dezember 2017 Briefmarken mit der Bezeichnung „Deutschland“ herzustellen. Der Vertrag kann vom Finanzministerium danach einmalig um drei Jahre verlängert werden. Für diese Lizenz muss der Vertragspartner ein jährliches Entgelt an das BMF zahlen.

## Liste der Ausgaben und Motive
Im April 2010 gab das Ministerium bekannt, dass voraussichtlich 51 Sonderbriefmarken einschließlich einer Blockausgabe mit einer Einzelmarke und sechs 10-Euro-Gedenkmünzen aus Sterlingsilber (925/1000) erscheinen sollen. Ein halbes Jahr später wurde das Sonderpostwertzeichen-Jahresprogramm 2011 mit Ausgabedaten und -werten in einer aktualisierten Form herausgegeben, in dem eine zusätzliche Marke zum Thema Trauer im Oktober angekündigt wurde. Ebenfalls gab das Ministerium bekannt, dass durch den gestiegenen Silberpreis eine technische Modifizierung der Münzen erfolgt. Es handelt sich ab 2011 nicht mehr um Sterlingsilber mit einer Legierung von 925 Silber/75 Kupfer, sondern jetzt 625 Silber/375 Kupfer.
In dem Briefmarken-Jahrgang wurden zudem zehn selbstklebende Sondermarken in Marken-Sets bzw. Marken-Boxen und zwei neue Werte der Dauermarkenserie Blumen zu 75 Cent und 5 Euro herausgegeben. Der 75-Cent-Wert mit der Darstellung einer Ballonblume wurde zusätzlich in einer Großrolle mit 2.000 nassklebenden Postwertzeichen für Großabnehmer bereitgestellt. Außerdem erschien der 45-Cent-Wert aus dem Vorjahr mit dem Motiv Maiglöckchen als nach Maiglöckchen duftendes selbstklebendes Marken-Set.
Legende
- Bild: Eine bearbeitete Abbildung der genannten Marke. Das Verhältnis der Größe der Briefmarken zueinander ist in diesem Artikel annähernd maßstabsgerecht dargestellt. Sollten keine Marken abgebildet sein, liegt es daran, dass das Urheberrecht des Künstlers noch nicht erloschen ist.
- Beschreibung: Eine Kurzbeschreibung des Motivs und/oder des Ausgabegrundes. Bei ausgegebenen Serien oder Blocks werden die zusammengehörigen Beschreibungen mit einer Markierung versehen eingerückt.
- Wert: Der Frankaturwert der einzelnen Marke in Eurocent. Ein „+“ bedeutet, dass es sich um eine Zuschlagsmarke handelt (= Frankaturwert + Spende).
- Ausgabedatum: Das Datum des erstmaligen Verkaufs dieser Briefmarke.
- Auflage: Soweit bekannt, wird hier die zum Verkauf angebotene Anzahl dieser Ausgabe angegeben.
- Entwurf: Soweit bekannt, wird hier angegeben, von wem der Entwurf dieser Marke stammt.
- Mi.-Nr.: Diese Briefmarke wird im Michel-Katalog unter der entsprechenden Nummer gelistet.

| Sondermarken  | |                   |                       |                                                                                          |                                               |                  |
| Bild          | Beschreibung | Werte in Eurocent | Ausgabe- datum (2011) | Auflage                                                                                  | Entwurf                                       | Mi.-Nr.          |
| Link zum Bild | Plusmarken-Serie: Für die Wohlfahrtspflege – Motive von Loriot mit Zuschlägen zugunsten der Bundesarbeitsgemeinschaft der Freien Wohlfahrtspflege e. V. - „Der sprechende Hund“  | 45+20             | 3. Januar             | 4.947.500 davon 67.500 auf ETB                                                           | Motiv: Loriot Gestaltung: Hans Günter Schmitz | 2836             |
| Link zum Bild | - „Auf der Rennbahn“ | 55+25             | 3. Januar             | 2.424.500 davon 67.500 auf ETB                                                           | Motiv: Loriot Gestaltung: Hans Günter Schmitz | 2837             |
| Link zum Bild | - „Herren im Bad“ | 55+25             | 3. Januar             | 2.846.000 davon 67.500 auf ETB                                                           | Motiv: Loriot Gestaltung: Hans Günter Schmitz | 2838             |
| Link zum Bild | - „Das Frühstücksei“ | 145+55            | 3. Januar             | 5.253.000 davon 67.500 auf ETB                                                           | Motiv: Loriot Gestaltung: Hans Günter Schmitz | 2839             |
|               | Serie: Deutsche Malerei - Caspar David Friedrich: Der Wanderer über dem Nebelmeer                                                                                                | 55                | 3. Januar             | 6.900.000 davon 67.500 auf ETB                                                           | Werner Hans Schmidt                           | 2840             |
|               | Serie: Deutsche National- und Naturparke - Nationalpark Kellerwald-Edersee | 145               | 3. Januar             | 6.920.000 davon 67.500 auf ETB                                                           | Julia Warbanow                                | 2841             |
|               | Segelflug auf der Wasserkuppe | 45                | 3. Januar             | 5.900.000 davon 67.500 auf ETB                                                           | Elisabeth Hau                                 | 2842             |
| Link zum Bild | Serie: Für die Wohlfahrtspflege - „Auf der Rennbahn“ selbstklebend aus Markenheftchen und Rolle                                                                                  | 55+25             | 3. Januar             | 19.051.000                                                                               | Motiv: Loriot Gestaltung: Hans Günter Schmitz | 2843 MH 83       |
|               | Serie: Weltkulturerbe der UNESCO - Tempel Yakushi-ji in Nara Gemeinschaftsausgabe mit der Japanischen Post                                                                       | 55                | 3. Februar            | 5.910.000 davon 67.500 auf ETB                                                           | Dieter Ziegenfeuter                           | 2844             |
|               | - Altstadt Regensburg mit Dom | 75                | 3. Februar            | 6.900.000 davon 67.500 auf ETB                                                           | Dieter Ziegenfeuter                           | 2845             |
|               | 200. Geburtstag Franz Liszt Die Notensequenz stammt aus der Konzert-Etüde: Waldesrauschen                                                                                        | 55                | 3. Februar "G"        | 7.050.000 davon 67.500 auf ETB                                                           | Jens Müller und Karen Weiland                 | 2846             |
|               | Zweiburgenblick im Werratal | 90                | 3. Februar            | 5.850.000 davon 67.500 auf ETB                                                           | Joachim Rieß                                  | 2847             |
|               | Serie: Post - Schiff - Regenbogen selbstklebend aus Folienblatt | je 55             | 3. Februar            | 50.827.000                                                                               | Johannes Graf                                 | 2848, 2849 FB 13 |
|               | Serie: Weltkulturerbe der UNESCO - Altstadt Regensburg mit Dom selbstklebend aus Folienblatt                                                                                     | 75                | 3. Februar            | 72.629.000                                                                               | Dieter Ziegenfeuter                           | 2850 FB 14       |
|               | Serie: Post – Die vier Elemente - Wasser | 55                | 3. März               | 5.400.000 davon 67.500 auf ETB                                                           | Johannes Graf                                 | 2852             |
|               | - Erde | 55                | 3. März               | 5.350.000 davon 67.500 auf ETB                                                           | Johannes Graf                                 | 2853             |
|               | - Feuer | 55                | 3. März               | 5.350.000 davon 67.500 auf ETB                                                           | Johannes Graf                                 | 2854             |
|               | - Luft | 55                | 3. März               | 5.400.000 davon 67.500 auf ETB                                                           | Johannes Graf                                 | 2855             |
|               | Zweiburgenblick im Werratal selbstklebend aus Folienblatt | 90                | 3. März               | 144.186.000                                                                              | Joachim Rieß                                  | 2856 FB 16       |
|               | Plusmarken-Serie: Für den Sport zur Unterstützung der Stiftung Deutsche Sporthilfe - Fußball-Weltmeisterschaft der Frauen 2011 Torhüterin                                        | 45+20             | 7. April              | 2.199.500 davon 67.500 auf ETB                                                           | Henning Wagenbreth                            | MH 84 2857       |
|               | - Fußball-Weltmeisterschaft der Frauen 2011 Stürmerin | 55+25             | 7. April "G"          | 2.230.000 davon 67.500 auf ETB                                                           | Henning Wagenbreth                            | 2858             |
|               | - Turn-Europameisterschaften 2011 in Berlin | 55+25             | 7. April              | 896.000 davon 67.500 auf ETB                                                             | Henning Wagenbreth                            | 2859             |
|               | - Feldhockey-Europameisterschaft der Herren 2011 in Mönchengladbach | 145+55            | 7. April              | 876.000 davon 67.500 auf ETB                                                             | Henning Wagenbreth                            | 2860             |
|               | Serie: Fachwerkbauten in Deutschland - Frühneuzeitlicher Fachwerkbau in Alsfeld, Rathaus erbaut 1512 bis 1516                                                                    | 45                | 7. April              | 16.762.000 davon 5.250.000 aus Zehnerbogen und 11.512.000 aus Rolle davon 67.500 auf ETB | Dieter Ziegenfeuter                           | 2861             |
|               | - Frühneuzeitlicher Fachwerkbau in Hartenstein (Sachsen), Gasthof „Weißes Roß“ erbaut 1625                                                                                       | 55                | 7. April              | 25.554.000 davon 5.750.000 aus Zehnerbogen und 19.804.000 aus Rolle davon 67.500 auf ETB | Dieter Ziegenfeuter                           | 2862             |
|               | Serie: Deutsche National- und Naturparke - Nationalpark Kellerwald-Edersee selbstklebend aus Folienblatt                                                                         | 145               | 7. April              | 134.979.000                                                                              | Julia Warbanow                                | 2863 FB 17       |
|               | Serie: Europa - Wald | 55                | 5. Mai                | 6.000.000 davon 67.500 auf ETB                                                           | Hans Peter Hoch und Andreas Hoch              | 2864             |
|               | 150 Jahre Deutscher Industrie- und Handelskammertag | 145               | 5. Mai                | 5.750.000 davon 67.500 auf ETB                                                           | Nadine Nill                                   | 2865             |
|               | 150 Jahre Wallraf-Richartz-Museum | 85                | 5. Mai                | 5.970.000 davon 67.500 auf ETB                                                           | Thomas Serres                                 | 2866             |
|               | 125 Jahre Automobil | 55                | 5. Mai "G"            | 7.220.000 davon 67.500 auf ETB                                                           | Kym Erdmann                                   | 2867             |
|               | 100 Jahre Reichsversicherungsordnung | 205               | 5. Mai                | 7.700.000 davon 67.500 auf ETB                                                           | Andreas Ahrens                                | 2868             |
|               | Serie: Deutsche Malerei - Caspar David Friedrich: Der Wanderer über dem Nebelmeer selbstklebend aus Rolle                                                                        | 55                | 5. Mai                | 471.080.000                                                                              | Werner Hans Schmidt                           | 2869             |
|               | 200 Jahre Errichtung des ersten Turnplatzes durch „Turnvater“ Friedrich Ludwig Jahn Lithografie Der erste Turnplatz Deutschlands: Turnplatz Hasenheide in Berlin 1818            | 165               | 9. Juni               | 4.750.000 davon 67.500 auf ETB                                                           | Annegret Ehmke                                | 2870             |
|               | Briefmarkenblock – 175 Jahre Sächsische Dampfschiffahrt in Dresden | 220               | 9. Juni               | 3.380.000 davon 67.500 auf ETB                                                           | Stefan Klein und Olaf Neumann                 | Block 78 2871    |
|               | 125 Jahre Mecklenburgische Bäderbahn „Molli“ | 45                | 9. Juni               | 7.100.000 davon 67.500 auf ETB                                                           | Michael Kunter                                | 2872             |
|               | 50 Jahre Amnesty International | 55                | 9. Juni               | 5.230.000 davon 67.500 auf ETB                                                           | Irmgard Hesse                                 | 2873             |
|               | 175 Jahre Sächsische Dampfschiffahrt in Dresden selbstklebend aus Markenheftchen                                                                                                 | 220               | 9. Juni               | 36.629.000                                                                               | Stefan Klein und Olaf Neumann                 | 2874 MH 85       |
|               | Serie: Leuchttürme - Warnemünde - Norderney selbstklebend aus Markenheftchen | je 45             | 1. Juli               | 16.310.000                                                                               | Johannes Graf                                 | 2875, 2876 MH 86 |
|               | Serie: Leuchttürme - Leuchtturm Arngast | 55                | 7. Juli               | 6.825.000 davon 67.500 auf ETB                                                           | Johannes Graf                                 | 2878             |
|               | - Leuchtturm Dahmeshöved | 90                | 7. Juli               | 6.025.000 davon 67.500 auf ETB                                                           | Johannes Graf                                 | 2879             |
|               | 500 Jahre Till Eulenspiegel | 55                | 7. Juli "G"           | 7.400.000 davon 67.500 auf ETB                                                           | Henning Wagenbreth                            | 2880             |
|               | 150 Jahre Deutscher Schützenbund | 145               | 7. Juli               | 24.489.000 davon 4.850.000 aus Zehnerbogen und 19.639.000 aus Rolle davon 67.500 auf ETB | Johannes Graf                                 | 2881             |
|               | Plusmarken-Serie: Tag der Briefmarke zur Unterstützung der Stiftung für Philatelie und Postgeschichte - 75 Jahre Tag der Briefmarke in Deutschland                               | 55+25             | 11. August            | 1.114.000 davon 67.500 auf ETB                                                           | Julia Warbanow                                | 2882             |
|               | Plusmarken-Serie: Für die Jugend zur Unterstützung der Stiftung Deutsche Jugendmarke e. V. - Pferdekopfnebel                                                                     | 45+20             | 11. August            | 942.000 davon 67.500 auf ETB                                                             | Werner Hans Schmidt                           | 2883             |
|               | - Sonnensystem | 55+25             | 11. August            | 1.004.500 davon 67.500 auf ETB                                                           | Werner Hans Schmidt                           | 2884             |
|               | - Sonnensystem | 55+25             | 11. August            | 1.004.500 davon 67.500 auf ETB                                                           | Werner Hans Schmidt                           | 2885             |
|               | - Plejaden | 145+55            | 11. August            | 899.500 davon 67.500 auf ETB                                                             | Werner Hans Schmidt                           | 2886             |
|               | 150 Jahre Entdeckung des Urvogels Archaeopteryx | 55                | 11. August "G"        | 6.510.000 davon 67.500 auf ETB                                                           | Julia Warbanow                                | 2887             |
|               | Serie: Für uns Kinder - Aquarium | 55                | 15. September         | 6.310.000 davon 67.500 auf ETB                                                           | Marie-Helen Geißelbrecht                      | 2888             |
|               | Serie: Weltkulturerbe der UNESCO - Kirchenburg Birthälm Gemeinschaftsausgabe mit der Rumänischen Post                                                                            | 75                | 15. September         | 5.700.000 davon 67.500 auf ETB                                                           | Razvan Popescu                                | 2889             |
|               | 100 Jahre Hamburger Elbtunnel | 55                | 15. September "G"     | 5.870.000 davon 67.500 auf ETB                                                           | Bianca Becker und Peter Kohl                  | 2890             |
|               | Serie: In Deutschland zu Hause Einfallsreichtum – Deutsche Erfindungen - Alltag - Thermosflasche von Reinhold Burger 1903 - Currywurst - Doppelkammerteebeutel von Teekanne 1949 | 45                | 13. Oktober           | 5.850.000 davon 67.500 auf ETB                                                           | Thomas Serres                                 | 2891             |
|               | - Technik - Grammophon von Emil Berliner 1887 - Tonband von Fritz Pfleumer 1928 - mp3 vom Fraunhofer-Institut 1987                                                               | 55                | 13. Oktober           | 5.250.000 davon 67.500 auf ETB                                                           | Thomas Serres                                 | 2892             |
|               | 175 Jahre Alte Pinakothek | 145               | 13. Oktober           | 4.340.000 davon 67.500 auf ETB                                                           | Dieter Ziegenfeuter                           | 2893             |
|               | Trauermarke Drachenwurz oder auch Calla palustris | 55                | 13. Oktober           | 8.020.000 davon 67.500 auf ETB                                                           | Stefan Klein und Olaf Neumann                 | 2894             |
|               | Plusmarken-Serie: Weihnachten - St. Martin | 45+20             | 10. November          | 2.339.500 davon 67.500 auf ETB                                                           | Karen Scholz                                  | 2895             |
|               | - St. Nikolaus | 55+25             | 10. November          | 4.241.500 davon 67.500 auf ETB                                                           | Karen Scholz                                  | 2896             |
|               | 150. Geburtstag Emil Wiechert | 90                | 10. November          | 4.310.000 davon 67.500 auf ETB                                                           | Carsten Wolff                                 | 2897             |
|               | 50. Jahrestag der Wiedereinweihung der Kaiser-Wilhelm-Gedächtnis-Kirche | 55                | 10. November          | 5.330.000 davon 67.500 auf ETB                                                           | Ingo Wulff                                    | 2898             |
|               | 50 Jahre Adveniat | 55                | 10. November          | 5.525.000 davon 67.500 auf ETB                                                           | Elisabeth Hau                                 | 2899             |
| Dauermarken   | |                   |                       |                                                                                          |                                               |                  |
| Bild          | Beschreibung | Werte in Eurocent | Ausgabe- datum (2011) | Auflage                                                                                  | Entwurf                                       | Mi.-Nr.          |
|               | Serie: Blumen - Ballonblume | 75                | 3. Januar             | ?.???.000                                                                                | Stefan Klein und Olaf Neumann                 | 2835             |
|               | - Maiglöckchen selbstklebend aus Folienblatt mit nach Maiglöckchen duftenden Marken (Duftstoffe: u. a. Benzylbenzoat und Hexylcinnamal)                                          | 45                | 1. März               | ?.???.000                                                                                | Stefan Klein und Olaf Neumann                 | 2851 FB 15       |
|               | - Enzian | 500               | 7. Juli               | ?.???.000                                                                                | Stefan Klein und Olaf Neumann                 | 2877             |

### Ganzsachen
Zusätzlich zu den Briefmarkenausgaben bringt die Deutsche Post AG zu unterschiedlichen Anlässen sogenannte Ganzsachen heraus. Unterschieden wird hier zwischen Messeganzsachen, welche hauptsächlich auf Briefmarkenausstellungen, -börsen und -messen über den Veranstaltungszeitraum angeboten werden, und Gedenkganzsachen, die auf einen bestimmten Anlass hinweisen. Diese Ganzsachen sind hauptsächlich beim Philatelieschalter der Post bzw. dem Erlebnisteam:Briefmarke (wie die Deutsche Post AG ihre mobilen Sonderverkaufsstände nennt) sowie beim Briefmarkensammlerservice erhältlich. Die aufgedruckten Briefmarken werden Wertstempel genannt, diese können bereits in vorausgegangenen Jahrgängen erschienen sein.
| Messeganzsachen |              |                                                                                     |              |             |                   |                                       |         |         |
| Bild            | Beschreibung | Messe                                                                               | Ort          | Wertstempel | Werte in Eurocent | Ausgabetermin und Stempeldatum (2011) | Auflage | Mi.-Nr. |
|                 |              | 14. Internationale Briefmarken-Börse (3. bis 5. März)                               | München      |             |                   | 3. März                               | ?.???   | ????    |
|                 |              | 21. Internationale Briefmarken-Messe (5. bis 7 Mai)                                 | Essen        |             |                   | 5. Mai                                | ?.???   | ????    |
|                 |              | 75 Jahre Tag der Briefmarke in Deutschland                                          | Wuppertal    |             |                   | 11. August                            | ?.???   | ????    |
|                 |              | 112. Deutscher Philatelistentag (2. bis 4. September)                               | Wuppertal    |             |                   | 11. August                            | ?.???   | ????    |
|                 |              | Internationale Briefmarken-Börse (28. bis 30. Oktober)                              | Sindelfingen |             |                   | 13. Oktober                           | ?.???   | ????    |
|                 |              | Bilaterale Briefmarkenausstellung Deutschland-Großbritannien (18. bis 20. November) | Hannover     |             |                   | 10. November                          | ?.???   | ????    |

| Gedenkganzsachen |                                   |             |                       |                                       |         |         |
| Bild             | Thema                             | Wertstempel | Werte in Eurocent     | Ausgabetermin und Stempeldatum (2011) | Auflage | Mi.-Nr. |
|                  | 100 Jahre Hamburger Flughafen     |             | 55+25 (VKP: 1,00 €)   | 3. Januar                             | ?.???   | ????    |
|                  | 30 Jahre Deutsche Automatenmarke  |             | 45&10 (VKP: 0,75 €)   | 3. Januar                             | ?.???   | ????    |
|                  | 150 Jahre Nationalgalerie Berlin  |             | 55                    | 3. März                               | ?.???   | ????    |
|                  | Bundesgartenschau 2011 in Koblenz |             | 10 & 45 (VKP: 0,75 €) | 7. April                              | ?.???   | ????    |
|                  | 300 Jahre Baublüte in Dresden     |             | 55                    | 9. Juni                               | ?.???   | ????    |
|                  | 100 Jahre Viermastbark Passat     |             | 55+25                 | 11. August                            | ?.???   | ????    |
|                  | 100 Jahre Viermastbark Passat     |             | 55                    | 15. September                         | ?.???   | ????    |